# Euzebiusz z Samosaty
Euzebiusz z Samosaty, cs. Swiaszczennomuczenik Jewsiewij, jepiskop Samosatskij (zm. ok. 379 w Dolikha w Kommagenie) – biskup Samosaty (od. ok. 360), oponent arianizmu, męczennik chrześcijański, święty Kościoła katolickiego i prawosławnego.

## Życiorys
Około 360 roku brał udział w Soborze Cerkwi Antiocheńskiej, gdzie poparł wybór Melecjusza na patriarchę. Odwiedzając wschodnie diecezje zniszczone przez arianizm wyświęcał i osadzał tam biskupów katolickich, mimo że nie miał jurysdykcji w tych diecezjach. Przyczynił się również do obsadzenia biskupstwa w Cezarei przez św. Bazylego, któremu udzielił święceń kapłańskich w 364 i z którym utrzymywał stały kontakt, podobnie jak z późniejszymi świętymi: Melecjuszem, czy Grzegorzem z Nazjanzu.
Podczas panowania rzymskiego cesarza Walentyniana (364–375) lub Walensa (364-378), Euzebiusz został skazany na wygnanie (373), by powrócić za rządów Gracjana (375-383).
Miał zginąć z rąk fanatycznej arianki podczas podróży do jednej z syryjskich diecezji. Jego relikwie przeniesiono później do Konstantynopola.
Wspomnienie liturgiczne obchodzone jest za Martyrologium Rzymskim 21 czerwca, natomiast w Kościele prawosławnym 22 czerwca/5 lipca, tj. 5 lipca według kalendarza gregoriańskiego.
W ikonografii chrześcijańskiej Euzebiusz przedstawiany jest w sposób typowy dla świętych hierarchów: w stroju biskupa z siwą brodą, w rękach centralnie trzyma Ewangelię.